# Bitwa pod Jersey
Bitwa pod Jersey – bitwa morska, która miała miejsce w nocy z 13 na 14 czerwca 1944 roku koło Jersey, między dywizjonem okrętów alianckich, w skład którego wchodziły niszczyciele ORP „Piorun” i HMS „Ashanti”, a zespołem siedmiu okrętów niemieckich, zakończona rozbiciem zespołu niemieckiego. 

## Tło
6 czerwca 1944 roku na plażach Normandii wylądowały wojska alianckie (operacja Overlord), rozpoczynając ofensywę lądową na hitlerowskie Niemcy z zachodniej strony kontynentu. Część morską operacji stanowiło nie tylko dostarczenie desantu i jego wsparcie w czasie lądowanie, ale również zabezpieczenie żeglugi alianckiej na kanale La Manche, niezbędnej dla dostarczania zapasów i uzupełnień dla walczących wojsk, przed kontrakcją floty niemieckiej.
W celu ochrony działań desantowych oraz żeglugi na kanale La Manche przed przeciwdziałaniem ze strony niemieckich okrętów podwodnych, niszczycieli, ścigaczy i minowców stacjonujących w portach zachodniego wybrzeża Francji, 24 maja 1944 przesunięto do Plymouth 10. flotyllę niszczycieli, którą dowodził kmdr. B. Jones. W skład tej flotylli, oprócz jednostek brytyjskich i kanadyjskich, weszły również ORP „Piorun” (pod dowództwem kmdr. ppor. T. Gorazdowskiego i „Błyskawica” (pod dowództwem kmdr. por. K. Namieśniowskiego).

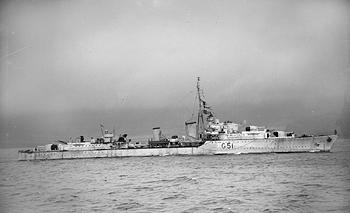
Niszczyciel HMS „Ashanti”, wchodzący w skład 10. flotylli niszczycieli.

Od 6 czerwca okręty flotylli patrolowały zachodnią część Kanału (tzw. Hurl Deep) i wody wokół północno-zachodnich wybrzeży Francji. W nocy 8/9 czerwca 1944 roku okręty 10. flotylli przechwyciły niemiecki zespół niszczycieli, który wyszedł z Brestu w kierunku wschodnimi i rozgromiły go w bitwie pod Ushant. Po tej porażce pozostałe niemieckie niszczyciele nie odważyły się już wychodzić przeciwko flocie alianckiej, i w wyniku ataków lotniczych zostały w większości unieszkodliwione w portach. Ciężar walk po stronie niemieckiej spoczął na małych jednostkach – ścigaczach i minowcach, operujących na wodach przybrzeżnych. W celu przeciwdziałania im i w celu niszczenia niemieckiej żeglugi kabotażowej okręty 10. flotylli kontynuowały patrole u północno-zachodnich wybrzeży Francji. W dniu 13 czerwca 1944 na patrol w rejon Roches Douvres (Zatoka St. Malo) skierowano dwa okręty 10. flotylli: ORP „Piorun” i HMS „Ashanti” (dowodzonym przez kmdr. ppor. J.R. Barnesa), zespołem, z racji starszeństwa, dowodził kmdr. ppor. T. Gorazdowski.
ORP „Piorun” był niszczycielem typu „Javelin”, wybudowanym w latach 1939-40, wypożyczony Polskiej Marynarce Wojennej w listopadzie 1940 roku, o wyporności 1760 t, prędkości maksymalnej 36 węzłów, uzbrojony w 6×120 mm, 1×102 mm pl., 5 wyrzutni torpedowych 533 mm, 1 wyrzutnia bomb głębinowych, zwrócony Wielkiej Brytanii we wrześniu 1946 roku. HMS „Ashanti” był z kolei dużym niszczycielem brytyjskim z serii „plemiennej”.  

## Bitwa

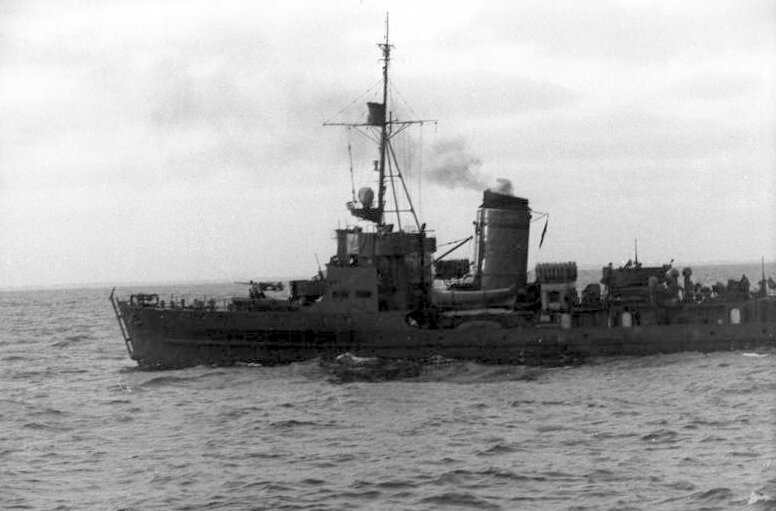
Niemiecki trałowiec typu M na morzu.

Okręty alianckie opuściły Plymouth o godz. 16.00 13 czerwca 1944, przed zapadnięciem zmroku patrolowały w Kanale obok wyspy Wight, po zmroku skierowały się w szyku torowym na południowy zachód, ku Roches Douvres, dokąd dotarły o 23.30. W godzinę później „Piorun” uzyskał kontakt radarowy w namiarze 120o, w odległości ok. 13,5 km, o czym zawiadomiono „Ashanti”, który potwierdził rozpoznanie czterech ech okrętów, idących kursem 340o. Jednostki nieprzyjacielskie szły kursem północnym z szybkością ok. 15-16 węzłów. Zespół aliancki zwiększył prędkość do 25 węzłów i zmienił kurs na przechwycenie. „Piorun” otworzył ogień o godzinie 00.38, gdy zespół okrętów niemieckich znalazł się w odległości ok. 3,5 km, początkowo pociskami oświetlającymi – w ich świetle okazało się, że zespół niemiecki składa się z siedmiu dużych trałowców typu M-1. Według M. Miarki były to trałowce M-343, M-412, M-422, M-432, M-442, M-452, M-83, którym dodatkowo towarzyszył torpedowiec i pomocniczy trawler. Trałowce te należały do 24. flotylli trałowców . Wkrótce okręty alianckie osiągnęły trafienia i na okrętach niemieckich wybuchły pożary. Mimo to okręty niemieckie odpowiedziały celnym ogniem: „Piorun” został dwukrotnie trafiony, w podstawę rufowego Oerlikona i w park amunicyjny przy dziale nr 4, który zaczął się palić. Groźnych następstw tego trafienia dało się uniknąć tylko dzięki sprawnej i szybkiej akcji ratowniczej. O godzinie 00.48 „Piorun” wykonał atak torpedowy – na jednym z okrętów zaobserwowano wkrótce potem silny błysk, któremu towarzyszył wstrząs odczuty także na „Piorunie”. Z podsłuchu niemieckich rozmów radiotelefonicznych również dowiedziano się o wybuchu miny lub torpedy na jednym z niemieckich okrętów. Obserwatorzy na „Piorunie” zaobserwowali, że szyk jednostek niemieckich uległ dezorganizacji, a w zamieszaniu jednostki niemieckie ostrzeliwały się nawzajem. Ponieważ walczące okręty zbliżyły się do wyspy Jersey w walkę włączyły się niemieckie baterie artylerii nadbrzeżnej. Zespół aliancki manewrował starając się nie wchodzić w zasięg baterii. Na „Piorunie” o godz. 1.13 awarii uległ żyrokompas i zgasło światło w kabinie sterowej, przez co okręt musiał zmniejszyć prędkość, a na czoło szyku wyszedł „Ashanti”. O godz. 1.25 po naprawieniu żyrokompasu „Piorun” dołączył do „Ashanti” w pościgu za nieprzyjacielem. O godz. 2.26 po raz ostatni otworzył ogień do niemieckich okrętów. Ze względu na silny, dobrze leżący ostrzał z baterii nadbrzeżnych pościg za ocalałymi okrętami niemieckimi przerwano, na rozkaz dowódcy alianckiego zespołu.

## Po bitwie
Straty niemieckie wyniosły: 3 okręty zatopione („M-83”, „M-343” i jeden niezidentyfikowany), jeden prawdopodobnie zatopiony, dwa okręty uszkodzone, jeden prawdopodobnie uszkodzony. Za sprawców zniszczenia niemieckich okrętów uważa się na równi obydwa alianckie niszczyciele. Zespół aliancki powrócił do Plymouth 14 czerwca o godz. 8.00. „Piorun” i „Ashanti” miały lekkie uszkodzenia, na „Piorunie” było 2 ciężko- i 2 lekko rannych. Analiza bitwy dokonana przez Admiralicję brytyjską wykazała jednak pewne niedomagania, które przyczyniły się do tego, że zespół niemiecki nie został całkowicie zniszczony, m.in. stwierdzono, że zapas amunicji oświetlającej był za mały a jej użycie nieracjonalne, co spowodowało jej przedwczesne wyczerpanie, za błąd uznano niewydanie przez dowódcę zespołu zarządzeń do wykonania ataku torpedowego. Załoga ORP „Piorun” otrzymała 17 czerwca 1944 roku pochwałę od szefa Kierownictwa MW, wiceadm. J. Świrskiego, za akcję pod Jersey. 3 maja 1945 roku dowódca „Pioruna” kmdr. ppor. T Gorazdowski i oficer artylerii por. mar. Jerzy Tumaniszwili za męstwo i odwagę w bitwie pod Jersey zostali uhonorowani Krzyżem Srebrnym Orderu Wojennego Virtuti Militari V klasy, podobnie za męstwo i odwagę przy ratowaniu płonącego parku amunicyjnego podczas tej bitwy uhonorowany został bosman Józef Wojciechowski. Ponadto za walkę w nocy 13/14 czerwca 1944 pod Jersey odznaczono Krzyżami Walecznych 4 oficerów, 16 podoficerów i 14 marynarzy z załogi „Pioruna”.